# Friedrich Jondral
Friedrich Karl Jondral (* 29. Mai 1950 in Helmstedt) ist ein deutscher Mathematiker und Nachrichtentechniker.

## Werdegang
Friedrich K. Jondral wuchs in Königslutter auf. Ab 1961 besuchte er das Gymnasium Julianum Helmstedt, an dem er 1969 die Reifeprüfung bestand. Nach Wehrdienst in Rheine, Studium und Promotion an der Technischen Universität Braunschweig, arbeitete er von 1979 bis 1992 bei einem Elektronikkonzern in Ulm. Als Externem verlieh ihm die Universität Ulm 1984 die Venia Legendi für Angewandte Mathematik. 1991 lehrte er dort als außerplanmäßiger Professor. Von 1993 bis 2015 war er als Professor und Leiter des Instituts für Nachrichtentechnik des Karlsruher Instituts für Technologie (KIT) tätig. Seit 2015 ist er im Ruhestand. Seine fachlichen Interessen reichen von der Angewandten Mathematik über die Informationstechnik bis zur elektronischen Sensorik.

## Publikationen
- Ein Beitrag zur Differentialrechnung für Funktionale des komplexen weißen Rauschens. Dissertation, Technische Universität Braunschweig, 1979.
- Automatic Classification of High Frequency Signals. Habilitationsschrift, Universität Ulm, 1984.
- Funksignalanalyse. B.G. Teubner, Stuttgart, 1991. ISBN 3-519-06132-5
- Mit Anne Wiesler: Wahrscheinlichkeitsrechnung und stochastische Prozesse. B.G. Teubner, Stuttgart / Leipzig / Wiesbaden, 2. Auflage, 2002. ISBN 3-519-16263-6
- Mit Ralf Machauer und Anne Wiesler: Software Radio – Adaptivität durch Parametrisierung. J. Schlembach Fachverlag, Weil der Stadt, 2002. ISBN 3-935340-17-6
- Nachrichtensysteme. J. Schlembach Fachverlag, Wilburgstetten, 4. Auflage, 2011. ISBN 978-3-935340-68-7